# El golpe perfecto
El golpe perfecto (Diggstown) es una película estadounidense dirigida por Michael Ritchie, protagonizada por James Woods, Louis Gosset Jr. y Bruce Dern. También tienen papeles importantes Heather Graham y Oliver Platt.

## Sinopsis
Gabriel Caine es un timador recién salido de la cárcel que busca hacer un negocio grande. Llega a Diggstown, una ciudad controlada por John Gillon, que es un corrupto magnate quien años atrás representara al gran campeón de boxeo, Charles Macom Diggs. Sabe de un compañero de la cárcel, Wolf, que, para enriquecerse en grande, amañó el último combate de Diggs envenenándolo durante una de las rondas, lo que lo convirtió en un vegetal y a él en un hombre muy rico, y le convence para timarle su dinero cuando se da cuenta de lo que casualmente se había enterado, lo que llevó a que Gillon lo encerrara por un crimen que no cometió. Para ello también recluta a Fitz, un socio suyo.  
Como parte del timo Fitz dice en la cantima del lugar que conoce a un boxeador capaz de vencer a 10 oponentes en un día, menospreciando al gran campeón Diggs. El hijo de Gillon, respaldado por su padre, apuesta con él. Gabriel aparece y respalda a Fitz, y las apuestas suben así hasta el cielo. Caine entonces va a convencer al boxeador, "Honey" Roy Palmer, un antiguo socio suyo, de entrar al juego. Palmer se rehúsa, pero termina cediendo cuando se entera de lo que hizo Gillon a Diggs, un boxeador que apreciaba. 
Sin embargo el detalle es que "Honey" acaba de llegar a los 40 y ya se ha retirado del boxeo, pero aun así empieza la preparación hacia el gran evento, donde los participantes están dispuestos a todo con tal de evitar su derrota. Para poder cogerle todo su dinero Caine trata de convencer a la hermana de Wolf a ayudarles, que como funcionaria podía saber todo lo que tiene Gillon como fortuna. Ella accede, cuando Wolf es asesinado antes de ser liberado y se entera de que fue Gillon para que él no pudiese hablar a otros fuera de la cárcel sobre lo que casualmente supo sobre el timo de Gillon, del cual no sabía nada hasta que Caine se lo dijo. 
Las cosas escalan hasta que finalmente Caine consigue vencerle en trampas, por lo que Gillon pierde toda su fortuna y su poder en la ciudad. Incluso su hijo rompe con él, cuando, en sus trampas sin escrúpulos que fallaron, su padre incluso dañó su reputación haciéndolo salir del ring y haciéndole parecer así como un cobarde. Finalmente una de sus otras víctimas le da el golpe de gracia, cuando pierde por la derrota sus estribos. Después Caine y Palmer, agotados pero satisfechos por lo ocurrido, se van del lugar.

## Ficha artística
- James Woods - Gabriel Caine
- Louis Gossett Jr. - 'Honey' Roy Palmer
- Bruce Dern - John Gillon
- Oliver Platt - Fitz
- Heather Graham - Emily Forrester
- Randall 'Tex' Cobb - Wolf Forrester
- Thomas Wilson Brown - Robby Gillon
- Duane Davis - Hambone Busby
- David Fresco - Fish
- Willie Green - Hammerhead Hagan
- Orestes Matacena - Victor Corsini
- Kim Robillard - Sheriff Stennis
- John Short - Corny 'Buster' Robbins
- Michael McGrady - Frank Mangrum
- Roger Hewlett - Sam Lester
- James Caviezel - Billy Hargrove
- Wilhelm von Homburg - Charles Macom Diggs[1]